# Romarin (village)
Romarin est un hameau du village de Neuve-Église, qui fait partie de la commune belge de Heuvelland.
Romarin est situé du côté belge de la frontière franco-belge à une altitude d'environ 20 mètres.
Romarin est surtout connu pour le cimetière Maple Leaf, un cimetière militaire de la première Guerre mondiale.

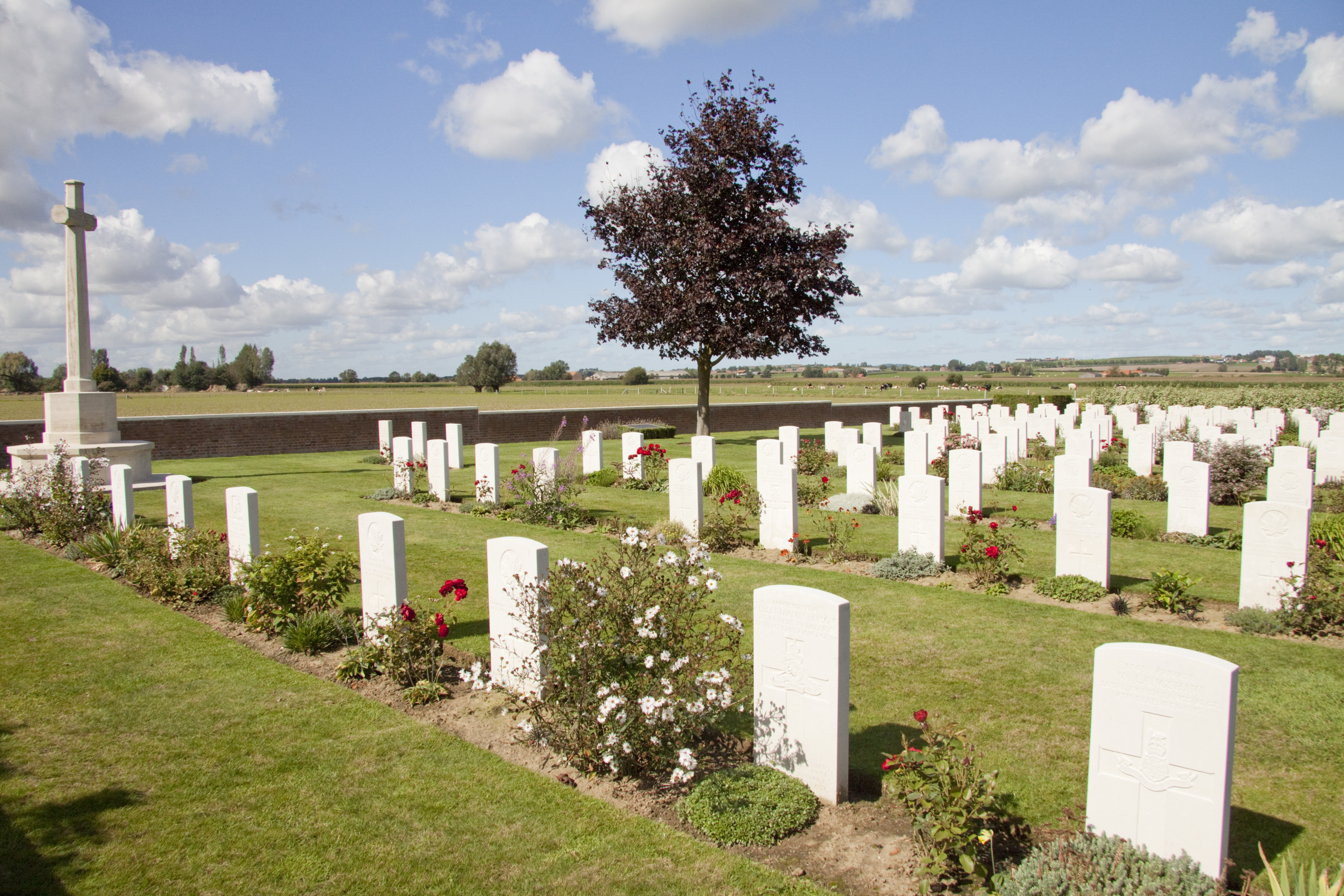
Cimetière Maple Leaf à Romarin

De Romarin, des routes mènent vers Neuve-Église, Ploegsteert, Nieppe et Clef de Hollande.